# Gianfranco Rufa
Gianfranco Rufa (Frosinone, 22 febbraio 1973) è un politico italiano.

## Biografia
Vive a Veroli (provincia di Frosinone), dove è stato candidato sindaco alle elezioni del 2014 alla guida di una coalizione di centrodestra, ottenendo l'8,51% dei voti e venendo eletto consigliere comunale di opposizione.
Alle elezioni politiche del 2018 è eletto senatore della Lega Salvini Premier nel Lazio. Si dimette contestualmente da consigliere comunale di Veroli. Conclude il proprio mandato parlamentare nel 2022.